# 光福寺 (品川区)
光福寺（こうふくじ）は、東京都品川区にある浄土真宗東本願寺派の単立寺院。

## 概要
782年（延暦元年）に開山された。当初は天台宗で「薬王院神宮寺」と称していた。鎌倉時代初期に浄土真宗の宗祖親鸞の弟子だった了海によって中興された。その際に「大井山光福寺」に改称した。

## 境内
境内には、「大井の井」と呼ばれる井戸がある。開山の了海が誕生した際に、湧水が湧き出て産湯にしたという話が伝わっている。この井戸は「大井」という地名の由来になったといわれている。
また当寺のイチョウの大木は、東京都港区の善福寺にある「逆さイチョウ」の枝を了海が移植したものといわれている。かつては、漁師たちの目印にもなったという。

## 交通アクセス
- 立会川駅より徒歩10分。